# Buchlomimus nervatus
Buchlomimus nervatus är en gräsart som först beskrevs av Jason Richard Swallen, och fick sitt nu gällande namn av Reeder, C.Reeder och Jerzy Rzedowski. Buchlomimus nervatus ingår i släktet Buchlomimus och familjen gräs. Inga underarter finns listade i Catalogue of Life.